# Nielles-lès-Ardres
Nielles-lès-Ardres – miejscowość i gmina we Francji, w regionie Hauts-de-France, w departamencie Pas-de-Calais.
Według danych na rok 1990 gminę zamieszkiwały 383 osoby, a gęstość zaludnienia wynosiła 85 osób/km² (wśród 1549 gmin regionu Nord-Pas-de-Calais Nielles-lès-Ardres plasuje się na 865. miejscu pod względem liczby ludności, natomiast pod względem powierzchni na miejscu 724.).